# Alfonso Osorio
Pour les articles homonymes, voir Osorio (homonymie).
Alfonso Osorio Garcia (né le 13 décembre 1923 à Santander en Cantabrie et mort dans la même ville le 27 août 2018) est un homme politique espagnol.

## Biographie
Après avoir obtenu son diplôme de droit, Alfonso Osorio Garcia entame une carrière de juriste au sein des tribunaux militaires franquistes. Durant les années 1950 et 1960, il occupa différents postes dans l'administration Franquiste tout en enseignant le droit fiscal et le droit administratif, ainsi que consultant pour la multinationale BP en Espagne.
Député local (Procurador familiar) de 1965 à 1971 aux Cortes franquistes, il devient ministre de 1969 à 1971. Monarchiste convaincu, politiquement proche du Prince d'Espagne, il est l'un des fondateurs du groupe Tácito, un club de réflexion politique réunissant des intellectuels, des journalistes et des politiciens.
De nouveau ministre en 1976, il devient vice-président du conseil du premier gouvernement d'Adolfo Suarez dont il est le conseiller et confident. Lors du vote final de la loi pour la réforme politique, il fit un discours conséquent qui permit d'arracher les ultimes voix face au « bunker » franquiste.
Il quitte le gouvernement en 1979.